# 24158 Kokubo
24158 Kokubo è un asteroide della fascia principale. Scoperto nel 1999, presenta un'orbita caratterizzata da un semiasse maggiore pari a 2,3093304 UA e da un'eccentricità di 0,0920692, inclinata di 5,11418° rispetto all'eclittica.